# 11709 Евдокс
11709 Евдокс (11709 Eudoxos) — астероїд головного поясу, відкритий 27 квітня 1998 року.
Тіссеранів параметр щодо Юпітера — 3,404.